# 모토노 이치로

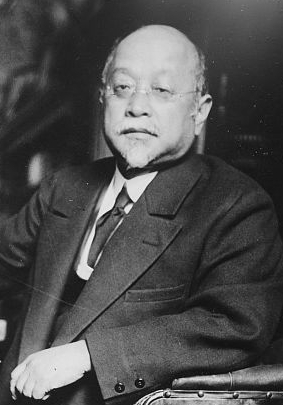
모토노 이치로

모토노 이치로(일본어: 本野 一郎, 1862년 3월 23일 ~ 1918년 9월 17일)는 일본의 외교관, 정치인이다.
아버지는 요미우리 신문의 창업자 모토노 모리미치(本野盛亨), 남동생은 화학자이자 와세다 대학의 교수로 일한 에이키치로(英吉郎), 교토 제국대학 교수로 일한 도루(亨), 건축가 세이고(精吾) 등이 있으며 자식은 장남 세이이치(盛一, 외교관, 자작), 손자는 전(前) 주 프랑스 대사를 지낸 모리유키(盛幸) 등이이다.
모토노는 1862년, 히젠 사가번에서 태어났다. 프랑스에 유학하여 파리 대학교 법학부와 리옹 대학 법학부에서 공부하였으며, 법률 학사·법률 박사 시험에 합격하고 1889년, 일본으로 돌아왔다. 외무성에 들어가 다양한 직책에서 일한 뒤, 벨기에 공사, 프랑스 공사, 러시아 공사를 지내고, 러일 전쟁 전후의 유럽과의 외교에서 큰 역할을 하였다.
이 공적으로 그는 1907년에 남작 작위와 훈1등 욱일대수장(勲一等旭日大綬章) 을 받았으며, 1908년에 러시아 특명 전권대사로서 공적을 인정받아 1916년, 자작 작위를 받았고, 그 해 11월, 데라우치 내각의 외무대신이 되었다.
위암으로 인해 57세의 나이로 사망하였다.